# 블레어 위치 (2016년 영화)
《블레어 위치》(영어: Blair Witch)는 미국에서 제작된 애덤 윙가드 감독의 2016년 파운드 푸티지 초자연 공포 스릴러 영화이다. 제임스 앨런 매큔, 캘리 허낸데즈 등이 출연하고, 로이 리 등이 제작에 참여하였다. 블레어 위치 프랜차이즈의 세 번째 작품으로, 《블레어 윗치 2》(2000)를 잇는 두 번째 후속작이다.

## 줄거리
2014년에 발견된 DV 테이프와 메모리 카드에서 모은 영상이라는 인터타이틀이 뜬다.
영화의 배경은 1700년대에 블레어(Blair)라고 불렸다가 버려진 뒤 오늘날엔 버키츠빌이라고 불리는 마을. 주인공 제임스의 누나는 제임스가 4살 때 다큐멘터리를 찍겠다며 숲에 들어갔다가 실종됐는데, 어느 날 제임스의 누나처럼 보이는 여자가 나오는 테이프가 발견된다. 제임스와 친구 리사, 피터, 애슐리는 영상에 나온 집을 찾기로 한다. 이들은 러스틴 파라는 남자가 1940년대에 블레어 위치의 음성을 듣고 아이 8명을 이 숲에 데려와 죽였다는 얘기를 듣는다.
태양이 뜨지 않고, 시간이 빠르게 흐르고, 발바닥 상처에서 괴생명체가 나타나고, 저주 인형이 발견되는 등 갖은 이상 현상을 목격한 끝에 일행은 문제의 집에 도달하는데...

## 출연
- 제임스 앨런 매큔
- 캘리 허낸데즈
- 브랜던 스콧
- 코빈 리드
- 밸러리 커리
- 웨스 로빈슨

## 기타 제작진
- 미술: 톰 해먹
- 의상: 커티아 스태노